# Liste der Naturdenkmale in Flieden
Die Liste der Naturdenkmale in Flieden nennt die im Gebiet der Gemeinde Flieden im Landkreis Fulda in Hessen gelegenen Naturdenkmale.
| Bild            | Bezeichnung                     | Ortsteil, Lage                          | Beschreibung | Art       | Nr.      |
| --------------- | ------------------------------- | --------------------------------------- | ------------ | --------- | -------- |
| BW              | Tümpel bei der Eierbuschmühle   | Flieden 50° 25′ 38,3″ N, 9° 34′ 54,2″ O |              |           | 6.31.280 |
| BW              | Dorflinde am Storker Hof        | Stork 50° 25′ 25,1″ N, 9° 30′ 3,7″ O    |              | Linde     | 6.31.281 |
| BW              | 2 Dorflinden und 1 Ahorn        | Stork 50° 25′ 8,1″ N, 9° 29′ 13,9″ O    |              |           | 6.31.282 |
| BW              | Eichen im Feldrain bei Schweben | Flieden 50° 25′ 33″ N, 9° 35′ 15,9″ O   |              | Eiche     | 6.31.283 |
| BW              | Eiche beim Bildstock            | Flieden 50° 25′ 38,8″ N, 9° 33′ 15,4″ O |              | Eiche     | 6.31.284 |
| BW              | Wiesenquelle in den Bornwiesen  | Rückers 50° 24′ 22,1″ N, 9° 34′ 25,9″ O |              |           | 6.31.287 |
| Fotos hochladen | Hainbuche bei der Steinkammer   | Rückers 50° 23′ 21″ N, 9° 35′ 14,3″ O   |              | Hainbuche | 6.31.288 |
| Fotos hochladen | Linde am Eisenküppel            | Flieden 50° 25′ 13,4″ N, 9° 34′ 54,4″ O |              | Linde     | 6.31.289 |

## Belege
1. ↑  
Naturdenkmalliste. (pdf; 866 kB) Anhang zu TOP II.22 der Kreistagssitzung am 07.06.2010. Naturdenkmale im Landkreis Fulda. Der Kreisausschuss Landkreis Fulda, 26. Mai 2010, abgerufen am 24. Januar 2016.

- Karte mit allen Koordinaten:
- OSM |
- WikiMap